# Onzième circonscription du Pas-de-Calais de 1986 à 2012
La onzième circonscription du Pas-de-Calais était l'une des 14 circonscriptions législatives françaises que comptait, de 1986 à 2012, le département du Pas-de-Calais (62) situé en région Nord-Pas-de-Calais. 

## Description géographique et démographique

### De 1958 à 1986
Le département avait quatorze circonscriptions.
La onzième circonscription du Pas-de-Calais était composée de :
- canton de Cambrin
- canton de Laventie
- canton de Lens (moins les communes de Billy-Montigny, Fouquières-lès-Lens, Lens, Loison-sous-Lens, Noyelles-sous-Lens et Sallaumines)

Source : Journal Officiel du 14-15 Octobre 1958.

### Depuis 1988
La onzième circonscription du Pas-de-Calais est délimitée par le découpage électoral de la loi n°86-1197 du 24 novembre 1986, elle regroupait les cantons suivants :
- Canton de Cambrin
- Canton de Carvin
- Canton de Laventie
- Canton de Nœux-les-Mines
- Canton de Wingles.

Pour les élections législatives françaises de 2012, elle regroupe désormais les cantons de Carvin, Courrières, Hénin-Beaumont, Leforest, Montigny-en-Gohelle, Rouvroy (voir article).
D'après le recensement général de la population en 1999, réalisé par l'Institut national de la statistique et des études économiques (INSEE), la population de cette circonscription est estimée à 128 641 habitants,.

## Historique des députations
| Législature | Début de mandat | Fin de mandat  | Député          | Parti politique | Observations                                                                          |
| ----------- | --------------- | -------------- | --------------- | --------------- | ------------------------------------------------------------------------------------- |
| IXe         | 23 juin 1988    | 1er avril 1993 | Noël Josèphe    | PS              |                                                                                       |
| Xe          | 2 avril 1993    | 21 avril 1997  | Rémy Auchedé,   | PCF,            | Mandat écourté à la suite d'une dissolution parlementaire décidée par Jacques Chirac. |
| XIe         | 12 juin 1997    | 18 juin 2002   | Marcel Cabiddu, | PS,             |                                                                                       |
| XIIe        | 19 juin 2002    | 19 juin 2007   | Marcel Cabiddu, | PS,             | Décédé (suicide) le 13 janvier 2004 et remplacé par Odette Duriez                     |
| XIIIe       | 20 juin 2007    | 19 juin 2012   | Odette Duriez   | PS              |                                                                                       |

## Historique des élections

### Élections de 1958
| Candidat       | Candidat           | Parti          | Premier tour | Premier tour | Second tour | Second tour |  |
| Candidat       | Candidat           | Parti          | Voix         | %            | Voix        | %           |  |
| -------------- | ------------------ | -------------- | ------------ | ------------ | ----------- | ----------- |  |
|                | Just Évrard élu    | SFIO           | 14 776       | 34,2         | 17 277      | 39,54       |  |
|                | Jeannette Prin     | PCF            | 13 972       | 32,34        | 14 705      | 33,65       |  |
|                | Désiré Fénart      | MRP            | 8 139        | 18,84        | 11 717      | 26,81       |  |
|                | Gaston Van Brabant | UNR            | 6 319        | 14,63        | Retrait     | Retrait     |  |
|                |                    |                |              |              |             |             |  |
| Inscrits       | Inscrits           | Inscrits       | 52 766       | 100,00       | 52 762      | 100,00      |  |
| Abstentions    | Abstentions        | Abstentions    | 8 649        | 16,39        | 8 287       | 15,71       |  |
| Votants        | Votants            | Votants        | 44 117       | 83,61        | 44 475      | 84,29       |  |
| Blancs et nuls | Blancs et nuls     | Blancs et nuls | 911          | 2,06         | 776         | 1,74        |  |
| Exprimés       | Exprimés           | Exprimés       | 43 206       | 97,94        | 43 699      | 98,26       |  |

Le suppléant de Just Évrard était Charles Dupont, maire de Vermelles.

### Élections de 1962
| Candidat       | Candidat            | Parti          | Premier tour | Premier tour | Second tour | Second tour |  |
| Candidat       | Candidat            | Parti          | Voix         | %            | Voix        | %           |  |
| -------------- | ------------------- | -------------- | ------------ | ------------ | ----------- | ----------- |  |
|                | Jeannette Prin élue | PCF            | 13 334       | 33,39        | 16 213      | 37,31       |  |
|                | Just Évrard sortant | SFIO           | 12 734       | 31,89        | 14 025      | 32,28       |  |
|                | Raoul Leblond       | UNR-UDT        | 9 802        | 24,55        | 13 213      | 30,41       |  |
|                | Bernard Gombert     | MRP            | 4 063        | 10,17        | Retrait     | Retrait     |  |
|                |                     |                |              |              |             |             |  |
| Inscrits       | Inscrits            | Inscrits       | 52 285       | 100,00       | 53 285      | 100,00      |  |
| Abstentions    | Abstentions         | Abstentions    | 11 256       | 21,53        | 9 010       | 16,91       |  |
| Votants        | Votants             | Votants        | 41 029       | 78,47        | 44 275      | 83,09       |  |
| Blancs et nuls | Blancs et nuls      | Blancs et nuls | 1 096        | 2,67         | 824         | 1,86        |  |
| Exprimés       | Exprimés            | Exprimés       | 39 933       | 97,33        | 43 451      | 98,14       |  |

Le suppléant de Jeannette Prin était Henri Lucas, ouvrier, conseiller municipal de Vermelles.

### Élections de 1967
| Candidat       | Candidat                       | Parti          | Premier tour | Premier tour | Second tour | Second tour |  |
| Candidat       | Candidat                       | Parti          | Voix         | %            | Voix        | %           |  |
| -------------- | ------------------------------ | -------------- | ------------ | ------------ | ----------- | ----------- |  |
|                | Jeannette Prin sortante réélue | PCF            | 17 333       | 37,67        | 26 468      | 59,29       |  |
|                | Noël Josèphe                   | SFIO (FGDS)    | 13 197       | 28,68        | Retrait     | Retrait     |  |
|                | Auguste Calonne                | UD-Ve          | 13 195       | 28,68        | 18 175      | 40,71       |  |
|                | Maurice Coutelet               | CD (PDM)       | 2 288        | 4,97         |             |             |  |
|                |                                |                |              |              |             |             |  |
| Inscrits       | Inscrits                       | Inscrits       | 53 138       | 100,00       | 53 125      | 100,00      |  |
| Abstentions    | Abstentions                    | Abstentions    | 6 220        | 11,71        | 6 723       | 12,66       |  |
| Votants        | Votants                        | Votants        | 46 918       | 88,29        | 46 402      | 87,34       |  |
| Blancs et nuls | Blancs et nuls                 | Blancs et nuls | 905          | 1,93         | 1 759       | 3,79        |  |
| Exprimés       | Exprimés                       | Exprimés       | 46 013       | 98,07        | 44 643      | 96,21       |  |

Le suppléant de Jeannette Prin était Henri Lucas, chaudronnier aux houillères nationales, conseiller municipal de Vermelles.

### Élections de 1968
| Candidat       | Candidat                       | Parti          | Premier tour | Premier tour | Second tour | Second tour |  |
| Candidat       | Candidat                       | Parti          | Voix         | %            | Voix        | %           |  |
| -------------- | ------------------------------ | -------------- | ------------ | ------------ | ----------- | ----------- |  |
|                | Jeannette Prin sortante réélue | PCF            | 17 291       | 38,39        | 23 020      | 52,9        |  |
|                | Auguste Calonne                | UDR (URP)      | 16 536       | 36,72        | 20 495      | 47,1        |  |
|                | Noël Josèphe                   | SFIO (FGDS)    | 11 211       | 24,89        | Retrait     | Retrait     |  |
|                |                                |                |              |              |             |             |  |
| Inscrits       | Inscrits                       | Inscrits       | 53 266       | 100,00       | 53 321      | 100,00      |  |
| Abstentions    | Abstentions                    | Abstentions    | 7 417        | 13,92        | 8 415       | 15,78       |  |
| Votants        | Votants                        | Votants        | 45 849       | 86,08        | 44 906      | 84,22       |  |
| Blancs et nuls | Blancs et nuls                 | Blancs et nuls | 811          | 1,77         | 1 391       | 3,1         |  |
| Exprimés       | Exprimés                       | Exprimés       | 45 038       | 98,23        | 43 515      | 96,9        |  |

Le suppléant de Jeannette Prin était Henri Lucas. Henri Lucas remplaça Jeannette Prin, décédée, du 7 avril 1970 au 1er avril 1973.

### Élections de 1973
| Candidat       | Candidat                  | Parti          | Premier tour | Premier tour | Second tour | Second tour |  |
| Candidat       | Candidat                  | Parti          | Voix         | %            | Voix        | %           |  |
| -------------- | ------------------------- | -------------- | ------------ | ------------ | ----------- | ----------- |  |
|                | Henri Lucas sortant réélu | PCF            | 19 677       | 41,93        | 27 685      | 61,24       |  |
|                | Georges Gleizes           | PS (UGSD)      | 11 349       | 24,18        | Retrait     | Retrait     |  |
|                | Émile Loup                | UDR (URP)      | 6 332        | 13,49        | 17 524      | 38,76       |  |
|                | Raymonde Toussaint        | Divers droite  | 5 303        | 11,3         |             |             |  |
|                | Bertrand Leperre          | Rad (MR)       | 4 272        | 9,1          |             |             |  |
|                |                           |                |              |              |             |             |  |
| Inscrits       | Inscrits                  | Inscrits       | 54 539       | 100,00       | 54 537      | 100,00      |  |
| Abstentions    | Abstentions               | Abstentions    | 6 523        | 11,96        | 7 147       | 13,1        |  |
| Votants        | Votants                   | Votants        | 48 016       | 88,04        | 47 390      | 86,9        |  |
| Blancs et nuls | Blancs et nuls            | Blancs et nuls | 1 083        | 2,26         | 2 181       | 4,6         |  |
| Exprimés       | Exprimés                  | Exprimés       | 46 933       | 97,74        | 45 209      | 95,4        |  |

Le suppléant de Henri Lucas était Augustin Lescouf, maire de Meurchin.

### Élections de 1978
| Candidat       | Candidat                  | Parti          | Premier tour | Premier tour | Second tour | Second tour |  |
| Candidat       | Candidat                  | Parti          | Voix         | %            | Voix        | %           |  |
| -------------- | ------------------------- | -------------- | ------------ | ------------ | ----------- | ----------- |  |
|                | Henri Lucas sortant réélu | PCF            | 22 512       | 41,17        | 33 662      | 63,25       |  |
|                | Marcel Cabiddu            | PS             | 14 378       | 26,3         | Retrait     | Retrait     |  |
|                | Albert Caron              | UDF (PR)       | 8 834        | 16,16        | 19 555      | 36,75       |  |
|                | Gabriel Letellier         | RPR            | 6 551        | 11,98        |             |             |  |
|                | Agnès Lefebvre            | LO             | 1 548        | 2,83         |             |             |  |
|                | Raymonde Toussaint        | Divers droite  | 853          | 1,56         |             |             |  |
|                |                           |                |              |              |             |             |  |
| Inscrits       | Inscrits                  | Inscrits       | 62 964       | 100,00       | 62 961      | 100,00      |  |
| Abstentions    | Abstentions               | Abstentions    | 6 999        | 11,12        | 7 511       | 11,93       |  |
| Votants        | Votants                   | Votants        | 55 965       | 88,88        | 55 450      | 88,07       |  |
| Blancs et nuls | Blancs et nuls            | Blancs et nuls | 1 289        | 2,3          | 2 233       | 4,03        |  |
| Exprimés       | Exprimés                  | Exprimés       | 54 676       | 97,7         | 53 217      | 95,97       |  |

La suppléante de Henri Lucas était Angèle Chavatte, monitrice d'enseignement ménager, conseillère générale du canton de Cambrin, maire d'Annequin. Angèle Chavatte remplaça Henri Lucas, décédé, du 31 juillet 1978 au 22 mai 1981.

### Élections de 1981
| Candidat       | Candidat                 | Parti          | Premier tour | Premier tour | Second tour | Second tour |  |
| Candidat       | Candidat                 | Parti          | Voix         | %            | Voix        | %           |  |
| -------------- | ------------------------ | -------------- | ------------ | ------------ | ----------- | ----------- |  |
|                | Noël Josèphe élu         | PS             | 20 214       | 39,35        | 33 976      | 70,63       |  |
|                | Angèle Chavatte sortante | PCF            | 19 629       | 38,21        | Retrait     | Retrait     |  |
|                | Philippe Duez            | UDF (CDS)      | 11 530       | 22,44        | 14 127      | 29,37       |  |
|                |                          |                |              |              |             |             |  |
| Inscrits       | Inscrits                 | Inscrits       | 66 586       | 100,00       | 66 584      | 100,00      |  |
| Abstentions    | Abstentions              | Abstentions    | 14 148       | 21,25        | 15 497      | 23,27       |  |
| Votants        | Votants                  | Votants        | 52 438       | 78,75        | 51 087      | 76,73       |  |
| Blancs et nuls | Blancs et nuls           | Blancs et nuls | 1 065        | 2,03         | 2 984       | 5,84        |  |
| Exprimés       | Exprimés                 | Exprimés       | 51 373       | 97,97        | 48 103      | 94,16       |  |

Le suppléant de Noël Josèphe était Jean-Mary Valambois, maire adjoint de Douvrin.

### Élections de 1988
| Candidat       | Candidat                   | Parti          | Premier tour | Premier tour | Second tour | Second tour |  |
| Candidat       | Candidat                   | Parti          | Voix         | %            | Voix        | %           |  |
| -------------- | -------------------------- | -------------- | ------------ | ------------ | ----------- | ----------- |  |
|                | Noël Josèphe sortant réélu | PS             | 28 088       | 48,37        | 37 383      | 100,00      |  |
|                | Rémy Auchedé sortant       | PCF            | 13 798       | 23,76        | Retrait     | Retrait     |  |
|                | André Bizoux               | RPR (URC)      | 6 433        | 11,08        |             |             |  |
|                | Julien Beauchamp           | FN             | 5 169        | 8,9          |             |             |  |
|                | Jean-Marie Calero          | UDF (PSD)      | 4 578        | 7,88         |             |             |  |
|                |                            |                |              |              |             |             |  |
| Inscrits       | Inscrits                   | Inscrits       | 83 227       | 100,00       | 83 225      | 100,00      |  |
| Abstentions    | Abstentions                | Abstentions    | 23 571       | 28,32        | 33 089      | 39,76       |  |
| Votants        | Votants                    | Votants        | 59 656       | 71,68        | 50 136      | 60,24       |  |
| Blancs et nuls | Blancs et nuls             | Blancs et nuls | 1 590        | 2,67         | 12 753      | 25,44       |  |
| Exprimés       | Exprimés                   | Exprimés       | 58 066       | 97,33        | 37 383      | 74,56       |  |

Le suppléant de Noël Josèphe était Marcel Cabiddu.

### Élections de 1993
| Candidat       | Candidat             | Parti          | Premier tour | Premier tour | Second tour | Second tour |  |
| Candidat       | Candidat             | Parti          | Voix         | %            | Voix        | %           |  |
| -------------- | -------------------- | -------------- | ------------ | ------------ | ----------- | ----------- |  |
|                | Rémy Auchedé élu     | PCF            | 15 714       | 26,16        | 32 556      | 57,94       |  |
|                | Noël Josèphe sortant | PS (ADFP)      | 13 700       | 22,81        | Retrait     | Retrait     |  |
|                | Dominique Josien     | UDF (Rad)      | 13 169       | 21,93        | 23 638      | 42,06       |  |
|                | Éric Iorio           | FN             | 7 723        | 12,86        |             |             |  |
|                | Gilles Pennequin     | GÉ (EÉ)        | 3 912        | 6,51         |             |             |  |
|                | Évelyne Dubois       | LT-LNÉ         | 3 599        | 5,99         |             |             |  |
|                | Nadine Pinochet      | LO             | 1 557        | 2,59         |             |             |  |
|                | Guy Legrand          | Divers         | 687          | 1,14         |             |             |  |
|                |                      |                |              |              |             |             |  |
| Inscrits       | Inscrits             | Inscrits       | 86 265       | 100,00       | 86 265      | 100,00      |  |
| Abstentions    | Abstentions          | Abstentions    | 21 770       | 25,24        | 23 906      | 27,71       |  |
| Votants        | Votants              | Votants        | 64 495       | 74,76        | 62 359      | 72,29       |  |
| Blancs et nuls | Blancs et nuls       | Blancs et nuls | 4 434        | 6,87         | 6 165       | 9,89        |  |
| Exprimés       | Exprimés             | Exprimés       | 60 061       | 93,13        | 56 194      | 90,11       |  |

La suppléante de Rémy Auchedé était Odette Dauchet, conseillère générale, maire de Carvin.

### Élections législatives de 1997
| Candidat                     | Candidat             | Parti          | Premier tour | Premier tour | Second tour | Second tour |  |
| Candidat                     | Candidat             | Parti          | Voix         | %            | Voix        | %           |  |
| ---------------------------- | -------------------- | -------------- | ------------ | ------------ | ----------- | ----------- |  |
|                              | Marcel Cabiddu élu   | PS             | 17 304       | 28,17        | 34 412      | 100,00      |  |
|                              | Rémy Auchedé sortant | PCF            | 17 028       | 27,72        | Retrait     | Retrait     |  |
|                              | Éric Iorio           | FN             | 10 112       | 16,46        |             |             |  |
|                              | Dominique Josien     | UDF (Rad)      | 9 585        | 15,60        |             |             |  |
|                              | Joseph Pasquier      | Les Verts      | 3 499        | 5,70         |             |             |  |
|                              | Frédéric Scheers     | LCR            | 2 317        | 3,77         |             |             |  |
|                              | René Beaugrand       | MPF (LDI)      | 1 591        | 2,59         |             |             |  |
|                              |                      |                |              |              |             |             |  |
| Inscrits                     | Inscrits             | Inscrits       | 87 309       | 100,00       | 87 316      | 100,00      |  |
| Abstentions                  | Abstentions          | Abstentions    | 22 554       | 25,83        | 36 570      | 41,88       |  |
| Votants                      | Votants              | Votants        | 64 755       | 74,17        | 50 746      | 58,12       |  |
| Blancs et nuls               | Blancs et nuls       | Blancs et nuls | 3 319        | 5,13         | 16 334      | 32,19       |  |
| Exprimés                     | Exprimés             | Exprimés       | 61 436       | 94,87        | 34 412      | 67,81       |  |
| Source : Assemblée nationale |                      |                |              |              |             |             |  |

La suppléante de Marcel Cabiddu était Odette Duriez-Gamelin, maire de Cambrin.

### Élections législatives de 2002
| Candidat       | Candidat                     | Parti          | Premier tour | Premier tour | Second tour | Second tour |  |
| Candidat       | Candidat                     | Parti          | Voix         | %            | Voix        | %           |  |
| -------------- | ---------------------------- | -------------- | ------------ | ------------ | ----------- | ----------- |  |
|                | Marcel Cabiddu sortant réélu | PS             | 16 404       | 30,16        | 32 078      | 69,03       |  |
|                | Éric Iorio                   | FN             | 10 047       | 18,47        | 14 390      | 30,97       |  |
|                | Myriam Wonterghem Billiaux   | UMP            | 7 322        | 13,46        |             |             |  |
|                | Rémy Auchedé                 | diss. PCF      | 6 303        | 11,59        |             |             |  |
|                | Annie Delannoy Jumez         | UDF            | 4 899        | 9,01         |             |             |  |
|                | Muriel Dutrieu               | PCF            | 1 750        | 3,22         |             |             |  |
|                | Jacques Switalski            | Les Verts      | 1 423        | 2,62         |             |             |  |
|                | Régis Scheenaerts            | LO             | 1 229        | 2,26         |             |             |  |
|                | Chantal Creton               | CPNT           | 960          | 1,77         |             |             |  |
|                | Cathy Burgeat                | Divers         | 902          | 1,66         |             |             |  |
|                | Séverine Duval               | LCR            | 835          | 1,54         |             |             |  |
|                | Marcel Part                  | MNR            | 644          | 1,18         |             |             |  |
|                | Bernadette Dury              | MPF            | 611          | 1,12         |             |             |  |
|                | David Masson                 | Divers droite  | 573          | 1,05         |             |             |  |
|                | Catherine Lebrun             | MÉI            | 304          | 0,56         |             |             |  |
|                | Éliane Steigner              | GÉ             | 182          | 0,33         |             |             |  |
|                |                              |                |              |              |             |             |  |
| Inscrits       | Inscrits                     | Inscrits       | 91 864       | 100,00       | 91 864      | 100,00      |  |
| Abstentions    | Abstentions                  | Abstentions    | 35 641       | 38,8         | 40 191      | 43,75       |  |
| Votants        | Votants                      | Votants        | 56 223       | 61,2         | 51 673      | 56,25       |  |
| Blancs et nuls | Blancs et nuls               | Blancs et nuls | 1 835        | 3,26         | 5 205       | 10,07       |  |
| Exprimés       | Exprimés                     | Exprimés       | 54 388       | 96,74        | 46 468      | 89,93       |  |

Marcel Cabiddu est décédé le 13 janvier 2004.
Il a été remplacé par sa suppléante, Odette Duriez, conseillère générale, maire de Cambrin.

### Élections législatives de 2007
| Candidat       | Candidat                      | Parti                      | Premier tour | Premier tour | Second tour | Second tour |  |
| Candidat       | Candidat                      | Parti                      | Voix         | %            | Voix        | %           |  |
| -------------- | ----------------------------- | -------------------------- | ------------ | ------------ | ----------- | ----------- |  |
|                | Odette Duriez sortante réélue | PS                         | 18 476       | 33,62        | 32 595      | 61,66       |  |
|                | Myriam Wonterghem             | UMP                        | 14 368       | 26,14        | 20 265      | 38,34       |  |
|                | Éric Iorio                    | FN                         | 5 201        | 9,46         |             |             |  |
|                | Jean Clarisse                 | PCF                        | 4 805        | 8,74         |             |             |  |
|                | Jean-Philippe Boonaert        | UDF–MoDem                  | 3 385        | 6,16         |             |             |  |
|                | Séverine Duval                | LCR                        | 1 972        | 3,59         |             |             |  |
|                | Jean-Louis Wattez             | Les Verts                  | 1 518        | 2,76         |             |             |  |
|                | Martine Lefebure-Thevenet     | MPF                        | 1 295        | 2,36         |             |             |  |
|                | Martine Bourlet               | CPNT                       | 1 022        | 1,86         |             |             |  |
|                | Régis Scheenaerts             | LO                         | 1 010        | 1,84         |             |             |  |
|                | Murielle Richet               | LT-LNÉ                     | 1 004        | 1,83         |             |             |  |
|                | Philippe Morin                | Divers droite (Maj. prés.) | 906          | 1,65         |             |             |  |
|                |                               |                            |              |              |             |             |  |
| Inscrits       | Inscrits                      | Inscrits                   | 96 649       | 100,00       | 96 647      | 100,00      |  |
| Abstentions    | Abstentions                   | Abstentions                | 40 020       | 41,41        | 41 328      | 42,76       |  |
| Votants        | Votants                       | Votants                    | 56 629       | 58,59        | 55 319      | 57,24       |  |
| Blancs et nuls | Blancs et nuls                | Blancs et nuls             | 1 667        | 2,94         | 2 459       | 4,45        |  |
| Exprimés       | Exprimés                      | Exprimés                   | 54 962       | 97,06        | 52 860      | 95,55       |  |

#### Département du Pas-de-Calais
- La fiche de l'INSEE de cette circonscription : « Tableaux et Analyses de la onzième circonscription du Pas-de-Calais », sur insee.fr, site de l'Institut national de la statistique et des études économiques (consulté le 10 juin 2007) [PDF]

- « Tous les députés du département du Pas-de-Calais depuis 1789 », sur assemblee-nationale.fr, site de l'Assemblée nationale française (consulté le 10 juin 2007)

- « Informations contentieuses sur le département du Pas-de-Calais (Élections législatives de 2002) »(Archive.org • Wikiwix • Archive.is • Google • Que faire ?), sur conseil-constitutionnel.fr, site du Conseil constitutionnel (consulté le 13 juin 2007)

#### Circonscriptions en France
- « Carte des circonscriptions législatives en France », sur assemblee-nationale.fr, site de l'Assemblée nationale française (consulté le 10 juin 2007)

- « Résultats électoraux officiels en France »(Archive.org • Wikiwix • Archive.is • Google • Que faire ?), sur interieur.gouv.fr, site du ministère de l'Intérieur (France) (consulté le 13 juin 2007)

- Description et Atlas des circonscriptions électorales de France sur http://www.atlaspol.com, Atlaspol, site de cartographie géopolitique, consulté le 13 juin 2007.